# Субботин, Николай Николаевич
Николай Николаевич Субботин (20 февраля (3 марта) 1864 — после 1918) — жандармский полковник, начальник Славянского отделения Харьковского жандармского полицейского управления железных дорог (ЖПУЖД), Александропольского отделения Тифлисского ЖПУЖД, Пинского отделения Минского ЖПУЖД, Рославль-Витебского отделения Московско-Рижского ЖПУЖД, Минского (Борисовского) отделения Московско-Рижского ЖПУЖД, помощник начальника Казанского губернского жандармского управления (КГЖУ) в Казанском, Лаишевском, Чистопольском, Мамадышском и Цивильском уездах, начальник Томского губернского жандармского управления, помощник начальника отдела военного контроля Сибирской армии И. И. Зайчека.

## Происхождение, образование
Происходил из потомственных дворян Витебской губернии. Православного вероисповедания.
Общее образование получил в Екатеринбургском Алексеевском реальном училище, в котором «окончил полный курс наук», а военное − в Елисаветградском кавалерийском юнкерском училище (где учился по второму разряду и по окончании которого − 18 (30) августа 1887 года − был переименован в «эстандарт юнкера»).

## Военная служба
В службу вступил 2 (14) августа 1885 году в 21-й Драгунский Белорусский Его Императорского Высочества Великого Князя Михаила Николаевича полк «рядовым на правах вольноопределяющегося II разряда».
За время службы производился в следующие чины: нижний чин − со 2 (14) августа 1885 года, корнет − со 2 мая 1888 года (с определением в 15-й драгунский Александрийский Его Императорского Высочества Великого Князя Николая Николаевича Старшего полк), поручик − с 15 (27) августа 1893 года (со старшинством со 2 /14/ мая 1892 г.), штабс-ротмистр − с 15 (27) марта 1894 года, ротмистр − с 6 (18) декабря 1895 года, подполковник − с 26 февраля (10 марта) 1904 года
По состоянию на 24 июня (7 июля) 1913 года, Н. Н. Субботин «в походах и делах против неприятеля» не участвовал.

## Служба в жандармерии
Жандармскую службу начал нести с 18 (30) ноября 1890 года, когда был прикомандирован к Московскому жандармскому дивизиону «для испытания по службе и перевода в оный впоследствии». Однако 5 (17) апреля 1891 года, по собственному желанию, он был направлен обратно в свой полк «чёрных гусаров».
23 ноября (5 декабря) 1894 года прикомандирован к штабу Отдельного корпуса жандармов − «для испытания по службе и перевода впоследствии в Корпус», который состоялся, согласно Высочайшему приказу, 7 (19) мая 1895 года.
8 (20) мая 1895 года назначен адъютантом Сувалкского губернского жандармского управления, 23 августа (4 сентября) 1896 года − адъютантом Люблинского губернского жандармского управления, 7 (19) ноября 1897 года − начальником Славянского отделения Харьковского жандармского полицейского управления железных дорог (ЖПУЖД), 23 октября (4 ноября) 1898 года − начальником Александропольского отделения Тифлисского ЖПУЖД, но до отправления к месту назначения, приказом по ОКЖ, был отчислен от неё с прикомандированием 3 (15) ноября 1898 года к Харьковскому ЖПУЖД.
Затем − 4 (16) декабря 1898 года − прикомандирован к Минскому ЖПУЖД, 31 марта (12 апреля) 1899 года − назначен начальником Пинского отделения Минского ЖПУЖД, 24 ноября 1903 года — начальником Рославль-Витебского отделения Московско-Рижского ЖПУЖД. Со 2 (15) августа по 5 (18) ноября 1905 года он находился в распоряжении начальника Черниговского губернского жандармского управления, а 2 (15) июня 1906 года был назначен начальником Минского (переименованного 11 (24) июля 1906 года в Борисовское) отделения Московско-Рижского ЖПУЖД. Кроме того, с 25 сентября (8 октября) по 17 (30) октября 1909 года Н. Н. Субботин находился в распоряжении начальника Киевского ЖПУЖД, а также на протяжении разного времени временно заведовал целым рядом управлений и их отделений.
При этом, благодаря своему ответственному отношению к делу и завидной энергии, он везде считался особо ценным работником. Как отмечалось, в частности, в письме от 1 (14) февраля 1913 года начальнику КГЖУ К. И. Калинину начальника Минского губернского жандармского управления, прикомандированный в разные годы к последнему Н. Н. Субботин осуществил здесь двадцать два дознания и одну «переписку в порядке охраны», причём, «все эти дознания произведены им настолько удовлетворительно, что ни одно из дознаний возвращено не было». Известно также, что за производство этих дознаний он получил в апреле 1909 года от прокурора Виленской судебной палаты благодарность, о чём тот довёл до сведения начальника штаба ОКЖ.
21 января (3 февраля) 1913 года подполковник Н. Н. Субботин официально обратился к начальнику КГЖУ К. И. Калинину с просьбой оказать содействие в его перемещении в Казань, прося того «не отказать войти с ходатайством» в штаб ОКЖ и Департамент полиции МВД о своём переводе в КГЖУ, «когда в таковом откроется вакансия». При этом, в другом − доверительном − письме, датированном 19 января (1 февраля) 1913 года, он мотивировал свою просьбу тем, что «в Управлении служится мне отлично, но правду сказать, железно-дорожная служба до невозможности опротивела».
В результате, приказом по ОКЖ № 169 от 11 (24) июня 1913 года назначен помощником начальника КГЖУ в Казанском, Лаишевском, Чистопольском, Мамадышском и Цивильском уездах. Причём, прибыв 20 июля (3 августа) 1913 года в Казань, он тут же − в связи с тем, что К. И. Калинин находился в это время в двухмесячном отпуске, − вступил во временное исправление должности начальника КГЖУ.
Приказом по ОКЖ за подписью командующего последним генерал-майора графа Д. Н. Татищева за № 91 (п. 10) от 3 (16) июня 1916 года, Н. Н. Субботин был назначен исправляющим должность начальника Томского губернского жандармского управления, и 5 (18) июля 1916 года выехал из Казани в Томск. В дальнейшем он был произведён в полковники. Н. Н. Субботин стал последним начальником Томского губернского жандармского управления.

## В белогвардейском стане
После 1917 года полковник Н. Н. Субботин упоминался, в частности, в связи со службой в колчаковских контрразведывательных органах − в качестве одного из помощников начальника отдела военного контроля Сибирской армии И. И. Зайчека.

## Награды
По состоянию на 24 июня (7 июля) 1913 года, был награждён: орденом Святой Анны 3-й степени (22 апреля (5 мая) 1907 года), серебряной медалью «В память царствования в Бозе почивающего Императора Александра III», медалью Красного Креста «В память русско-японской войны 1904 − 1905 годов» (7 (20) сентября 1909 года), светлобронзовой медалью «В память 100-летия Отечественной войны 1812 года» (10 (23) декабря 1912 г.), а также «всемилостивейшее пожалован» золотыми закрытыми часами (20 сентября (3 октября) 1910года) и золотым портсигаром (23 октября (5 ноября) 1912 года).

## Семейное положение
По состоянию на 24 июня (7 июля) 1913 года, был холост.
Жена Коссаковская Наталия Николаевна, дочь действительного статского советника, брак заключен 28 сентября 1916 года (выпись из метрической книги Успенской церкви г. Камышин Саратовской епархии, пункт 6 приказа по отдельному корпусу жандармов от 26.10.1916 № 159)